# Mezőörs
Mezőörs là một thị trấn thuộc hạt Győr-Moson-Sopron, Hungary. Thị trấn này có diện tích 48,48 km², dân số năm 2010 là 1014 người, mật độ 21 người/km².